# Czermno (Couïavie-Poméranie)
Pour les articles homonymes, voir Czermno.
Czermno est une localité polonaise de la voïvodie de Couïavie-Poméranie et du powiat de Lipno.